# Civil Aviation Authority
Pour les articles homonymes, voir CAA.
La Civil Aviation Authority (CAA) est l’organisme public qui supervise et réglemente tous les aspects de l'aviation civile au Royaume-Uni. Il est rattaché au Département des Transports. Le siège de la CAA se situe dans la Maison CAA (CAA House) sur Kingsway dans le quartier de Holborn dans le district londonien de Camden. Le CAA Safety Regulation Group se trouve dans l'Aviation House (maison de l'aviation) à l'aéroport de Londres Gatwick à Crawley en Angleterre.
Depuis 2001, La CAA a transféré la responsabilité du contrôle de la circulation aérienne au Royaume-uni à l'organisme NATS via un partenariat public privé.